# It Takes Two (відеогра)
It Takes Two (англ. Це стосується двох) — відеогра в жанрах пригодницький бойовик та платформер, розроблена Hazelight Studios і опублікована Electronic Arts під маркою EA Originals. Гра була випущена для Windows, PlayStation 4, PlayStation 5, Xbox One та Xbox Series X, S в березні 2021 року. Робоча назва гри була «Like A Way Out», та дебютувала з назвою «It Takes Two». Грати можна лише в онлайновій або локальній кооперації з розділеним екраном між двома гравцями.
Назва It Takes Two не має прямого перекладу, приблизний переклад: дія, для якої потрібні двоє.

## Ігровий процес
It Takes Two — це пригодницький бойовик з елементами платформера. Гра спеціально розроблена для ігрового процесу з розділеним екраном для двох, що означає, що її потрібно грати з іншим гравцем через локальну або онлайн-гру. У грі представлена велика кількість ігрових механік з різних жанрів відеоігор. Ці ігрові механіки пов'язані з історією та темою рівня. Наприклад, на одному рівні Коді отримує можливість перемотувати час назад, тоді як Мей може клонувати себе. Гравці повинні співпрацювати один з одним і використовувати ці здібності для вирішення різноманітних загадок, щоб просуватися далі по сюжету. У грі також представлена велика кількість мініігор.

## Виробництво
Йозеф Фарес, режисер попередньої гри Hazelight Studios — A Way Out (2018) та Starbreeze's Brothers: A Tale of Two Sons (2013), став режисером гри. Після випуску A Way Out у 2018 році команда вирішила створити ще одну відеогру для кооперативу, оскільки у неї вже була досвідчена команда яка відчувала, що може додатково вдосконалити та розширити концепції ігрового процесу, представленого в A Way Out.
Команда розробників працювала над тим, щоб ігровий процес мав зв'язок із розповіддю, тобто команда інтегрувала механіки ігрового процесу історію головних персонажів. Самі механіки гри та взаємодія із навколишнім середовищем гри будуть змінюватися відповідно до розвитку сюжетної лінії. Фарес спонукав свою команду інтегрувати якомога більше механік та взаємодій з оточуючим середовищем, оскільки він вважав, що якщо багаторазово використовувати одну механіку ігрового процесу, вона втрачатиме інтерес гравця. Фарес описав гру як «романтична комедія». Головним рушієм історії якої є доктор Гакім (один з ключових персонажів гри).
Гра It Takes Two як і A Way Out, були опубліковані в рамках програми EA Originals від Electronic Arts. Програма дозволила Hazelight Studios зберегти повний творчий контроль, отримуючи більшу частину прибутку в грі після окупності витрат на розробку. EA вперше повідомила, що підписала видавничу угоду з Hazelight Studios у червні 2019 року. Гра була офіційно представлена під час EA Play у червні 2020 року. EA та Hazelight Studios представили для гри Game Pass, яка дозволяє гравцеві, який придбав гру, надсилати запрошення своїм друзям, тобто для того щоб грати вдвох потрібна лише одна цифрова або фізична копія гри.
Відеогра була випущена для Microsoft Windows, PlayStation 4, PlayStation 5, Xbox One та Xbox Series X, S 26 березня 2021 року.

## Сприйняття
| Агрегатор  | Оцінка                                                     |
| ---------- | ---------------------------------------------------------- |
| Metacritic | PC: 89/100 PS4: 89/100 PS5: 88/100 XSXS: 89/100 NS: 83/100 |

| Видання        | Оцінка  |
| -------------- | ------- |
| Game Informer  | 9.25/10 |
| GameSpot       | 9/10    |
| GamesRadar+    | 5/5     |
| IGN            | 9/10    |
| Jeuxvideo.com  | 18/20   |
| PC Gamer (США) | 80/100  |
| Shacknews      | 9/10    |

На агрегаторі оглядів Metacritic відеогра отримала загалом позитивні відгуки. У квітні 2021 року стало відомо, що менше ніж за місяць відеогра розійшлася тиражем у понад один мільйон копій. У червні продажі відеогри сягнули двох мільйонів копій.